# 후지와라노 이시 (마쓰도노 모토후사의 딸)
후지와라노 이시(일본어: 藤原 伊子 ふじわら の いし[*], 닌난 2년 (1167년)? - 조겐 원년 (1207년)?)는 헤이안 시대 말기부터 가마쿠라 시대 초기에 살았던 여성이다. 아버지는 관백 마쓰도노 모토후사이다. 미나모토노 요시나카의 정실로, 후에 미나모토노 미치치카의 측실이 되어, 도겐을 낳았다고 한다. 위계는 종3위, 마쓰도노 이시(松殿伊子)라고도 기록되어있다. 후유히메(冬姫)라고도 전해진다.

## 약력
섭관가 마쓰도노 모토후사의 딸로 태어났다. 주에이 2년 (1183년) 11월 19일, 키소 요시나카는 호쥬지 전투에서 고시라카와 법황을 유폐했다. 독재 관력을 획득한 요시나카는 고시라카와 인세이 체제 하에서 밀려있던 모토후사에게 접근했다. 코노에 모토미치에게 관백의 자리를 빼았겼던 모토후사는 이를 호기로 생각하고 요시나카에게 협력하였다. 『헤이케모노가타리(平家物語)』에 의하면, 11월 21일에 요시나카는 모토후사의 딸을 정실로 삼았다. 이 사람이 이시라고 여겨진다. 대로는 이시 17세라고도 한다. 이어서 이날, 요시나카는 고토바 천황을 통해 벼슬을 내려주는 의식를 하고, 모토미치를 해임하고, 이시의 동생 모로이에를 내대신, 섭정으로 했다. 이로써 모토후사는 정권을 되찾았다.
이렇게 일시적으로 요시나카와 마쓰도노가에게 천하가 찾아오는데, 미나모토노 노리요리와 요시츠네가 이끄는 가마쿠라군이 교토를 향해 진군을 개시하였다. 『겐페이 성쇠기(源平盛衰記)』에는 요시츠네군의 공격을 받고 있는 중에 요시나카가 고죠 다이리에서 모토후사의 딸과 언제나 이별을 아쉬워했기 때문에, 에치고 츄타노카게 (『헤이케모노가타리』에서는 이에미츠라 쓰여있다)와 카가국주인 츠와다 사부로가 할복하여 이를 충고했다는 일화가 기록되어 있다. 요시나카는 아와즈 전투에서 패사하고, 모로이에는 섭정에서 해임되었다.
남편 요시나카의 패사 후에는 아버지의 산장에서 살다가 다시 아버지의 권세 부흥을 위한 정략 결혼에 이용되며, 이번에는 미나모토노 미치치카의 측실이 되었다. 이 미치치카는 고시라카와 법황 붕어 후에 조정 정치의 1인자로, "미나모토노 히로타카"로 일컬어지는 정도의 권세를 자랑하던 인물이다. 쇼지 2년 (1200년) 1월 2일, 우지 키하타야마쇼에서 미치치카와의 사이에서 남자아이 (후의 조동종 개조 도겐)을 낳았다. 동생 모로이에는 이 남자아이를 양자로 맞이해, 마쓰도노가의 재흥을 도모하려 했으나, 번번히 무산되었다. 2년 후에 미치치카와 사별했다. 이시는 도겐과 함께 키하타야마쇼에 가지만, 5년 후, 도겐이 8살이 되던 해에 병으로 사망했다고 한다. 도겐이 출가를 꿈꾼 것은 어린 시절에 부모와 사별하게 되었기 때문이라고 한다.
『존비분맥(尊卑分脈)』, 『계도찬요(系図纂要)』에 따르면, 모토후사의 딸은 토시코(寿子, 종2위, 쿠죠 요시츠네의 아내, 모토이에의 어머니), 이시 (종3위), 딸 (쇼시 내친왕의 뇨보 니시노카타, 후지와라노 킨아키의 아내, 사네타다의 어머니), 딸 (이치죠 타카요시의 아내, 요리우지의 어머니) 등 4명이며, 혼인 상대가 기록되지 않은 것은 이시뿐이어서 『헤이케모노가타리』의 딸은 일반적으로 이시로 추정되고 있다. 이 경우의 이시의 이(伊)는 요시나카가 맡은 이요노카미에서 따온 것으로도 여겨진다. 그러나, 요시나카와 모토후사의 딸이 혼인을 이야기 하는 것은 『헤이케모노가타리』뿐이며, 이복동생인 쿠죠 카네자네나 지엔이 쓴 『교쿠요(玉葉)』, 『구칸쇼(愚管抄)』에는 그러한 기술이 없고, 『헤이케모노가타리』 제본에서 가장 오래된 것으로 보이는 독본계의 "엔케이본"에도 요시나카와 모토후사의 딸의 혼인 기술이 없기 때문에, 『헤이케모노가타리』의 창작이어서, 실존 인물이 아니라는 견해도 있다.
또한, 도겐의 부모가 누구인지에 대해서는 여러 설이 있어, 미치치카와 이시를 부모로 하는 멘잔 즈이호에 의한 정보본 『建撕記』의 기재의 신용성에는 의문이 제기되고 있다.

## 관련 작품

### TV드라마
- 『요시츠네』 (2005년, NHK대하드라마) - 배우 야나기하라 쿄코

### 영화
- 『젠 (禅_ZEN)』 (2009년, 카도카와 영화) - 배우 타카하시 케이코